# ラブマシンズ
ラブマシンズは、かつて存在したプロレスラーのユニット。全日本プロレスを舞台として、2004年冬から2005年春の間活動していた。

## 概要
設立の経緯となったのは2004年9月3日の嵐＆グラン浜田組と天龍源一郎＆渕正信組の試合。この試合に敗れた嵐は以前からTAKAみちのくからRO&Dに勧誘されており、これをきっかけにRO&D入りを決意し、TAKAみちのくと握手をしたがこれは罠で、逆に襲撃されてしまう。そこをスーパー・ストロング・マシン風の男が救出し、嵐にマシンマスクを渡した。そして次のシリーズから覆面レスラー、ラブ・マシン・ストームとスーパー・ラブ・マシンがラブマシンズとして参戦していくこととなる。
合言葉はリストラであり、所属しているレスラーは全員所属団体でリストラの危機にあっていたレスラーである。全員がマスクをかぶり、額の部分には（LOVE）の文字が描かれている。入場曲はモーニング娘。のLOVEマシーンをアレンジしたものであり、歌っているのはモニモニ。ということになっている。試合の際にはリストラBOXと呼ばれる選手を閉じ込める檻を持ち込み、相手チームのレスラーを閉じ込め強制的にハンディキャップマッチに持ち込んでしまう。また、設立の経緯からわかるようにRO&Dとの抗争を行っていた。
また、2004年の世界最強タッグ決定リーグ戦ではGREAT MUTAを投入。本家グレート・ムタに対し挑発するような態度を取った。このため世界最強タッグ決定リーグ戦の後にグレート・ムタ対GREAT MUTAの試合が行われ、これに敗れたMUTAはラブマシンズから襲撃を受ける。ここはムタが救出したが、以降MUTAはマスクを脱いでジョニー・ザ・ブル・スタンボリーとなり、VOODOO-MURDERSの一員として活動していくこととなる。
その後、スーパー・ラブ・マシンが本業が忙しくなったのか参戦しなくなり、ラブ・マシン・スティールも参戦しなくなった。そして2005年のチャンピオン・カーニバル中に、ラブ・マシン・ストームがマスクを脱いで素顔の嵐に戻ったため、ラブマシンズは完全に解散となった。

## メンバー
- スーパー・ラブ・マシン
- ラブ・マシン・ストーム
- ミニ・ラブ・マシン
- ミニ・ラブ・マシン2号
- 魔界ラブ・マシン2号
- ラブ・マシン・スティール
- GREAT MUTA